# Amethysphaerion tuna
Amethysphaerion tuna är en skalbaggsart som beskrevs av Martins 2005. Amethysphaerion tuna ingår i släktet Amethysphaerion och familjen långhorningar. Inga underarter finns listade i Catalogue of Life.